# Cinema Bizarre
Cinema Bizarre (с англ. — «Странное Кино») — немецкая рок-группа из Берлина, созданная в 2005 году. Дебютный альбом группы вышел в 2007 году, а в 2008 группа была номинирована на евровидение. Менеджером группы выступил солист группы Lacrimosa Тило Вольфф. В январе 2010 года участники группы объявили, что берут перерыв в работе.
Группа продала более 1,5 млн записей по всему миру.

## Участники группы
Японизированные псевдонимы участников следует читать по правилам ромадзи, так как участники группы являются немцами и носителями немецкого языка.
- Strify (Страйфи, Андреас Эдуард Худек, 20 августа 1988) — вокал
- Kiro (Киро, Карстен Карл Шефер, 11 января 1988) — бас-гитара
- Yu (Ю, Ханнес де Бюр, 29 декабря 1988) — гитара
- Shin (Шин, Марсель Готоу, 12 декабря 1989) — ударные
- Romeo (Ромео, Тобиас Коль, 4 августа 1988) — клавишные

Бывшие участники:
- Luminor (Люминор, Ларс Фальковски, 22 марта 1985 — 12 апреля 2020[4]) — клавишные и бэк-вокал

## История
Первый сингл группы «Lovesongs (They Kill Me)» вышел 14 сентября 2007, через две недели после первого выступления группы в немецком музыкальном шоу The Dome. Norddeutscher Rundfunk (Северогерманское телерадиовещание) номинировало группу на конкурс Евровидение-2008, однако во втором туре голосования победили No Angels и Carolin Fortenbacher.
Первый студийный альбом Final Attraction группа выпустила 12 октября 2007 года. Это единственный альбом, в записи которого принял участие Люминор. Вышло три сингла с песнями альбома: «Lovesongs (They Kill Me)», «Escape to the Stars» и «Forever or Never». Альбом был выпущен в нескольких европейских странах.
28 марта 2008 года они начали свой первый тур по Европе. В сентябре 2008 года Люминор сделал перерыв в гастролях с группой. Было объявлено, что его здоровье ухудшилось, и ему нужно свободное время, чтобы поправиться. Пока он был в перерыве, близкий друг Ю — Ромео путешествовал и играл с группой.
1 ноября 2008 года был выпущен трейлер, в котором было указано, что вторым альбомом Cinema Bizarre станет ToyZ.
В 2009 году Cinema Bizarre совершили поездку по Северной Америке в качестве вступительного акта для Леди Гаги в её туре The Fame Ball Tour.
Первоначально первый сингл из их нового альбома должен был быть «My Obsession», песня описанная Страйфи как «мощная баллада». Однако сингл просочился, и, таким образом, он был снят с Интернета. Дата выхода альбома также была отодвинута с мая на 21 августа. «My obsession», хотя уже имел обложку, не был выпущен. Группа опубликовала сообщение на своем официальном аккаунте YouTube, в котором выражается их разочарование, и что они изменят сингл. На своем официальном сайте они объявили, что их американский альбом будет озаглавлен Bang!. Первым синглом из альбомов ToyZ и Bang!, стал «I Came 2 Party» исполненный в дуэте с английским исполнителем Space Cowboy.
Второй студийный альбом ToyZ был выпущен в Европе 9 августа 2009 года, в России — 21 августа того же года. В альбом вошло 2 сингла: «I Came 2 Party» и «My Obsession». Песня «I Came 2 Party» была исполнена вместе с известным английским исполнителем Space Cowboy.
Третий студийный альбом BANG! вышел 25 августа 2009 года. В альбом, выпущенный специально для Америки, вошли две новые песни — «Get It On (Bang a Gong)» и «Wasted». В России этот альбом не был издан. Это был второй альбом, участие в котором принял Ромео.
Также есть песня «The Other People», которая не вошла ни в один из трёх альбомов, но неоднократно исполнялась на концертах.
21 января 2010 в блоге на MySpace группа объявила, что берёт перерыв, так как «им пора начать что-нибудь новое».
В июне 2010 года Kiro и Shin посетили Россию с эксклюзивными DJ-сетами. В интервью российскому интернет-изданию Kiro не исключил возможности продолжения деятельности Cinema Bizarre.
 Расстались мы вовсе не потому, что у нас испортились отношения, — мы всё так же дружим и продолжаем общаться. Но мы решили сделать перерыв, просто потому что каждый из нас хотел заняться каким-то свои делом, собственным проектом. Нам пришлось пойти разными дорогами, но, возможно, через несколько лет мы воссоединимся, кто знает. Я уверен, что это не «разрыв», а только «перерыв». Ещё неизвестно, что будет через пару-тройку лет. Поживём — увидим.

## Уход Люминора из группы
С сентября 2008 года клавишник Люминор не играл на концертах, его место занял Ромео (близкий друг Ю). 27 ноября Люминор объявил в своём блоге на MySpace, что вынужден покинуть Cinema Bizarre. Он сообщил, что его состояние ухудшилось и не может больше выступать с группой. С 2009 года Ромео стал официальным членом группы.
Yu сообщил в Инстаграме, что Люминор умер 12 апреля 2020 года.

## Достижения
15 января 2009 года Cinema Bizarre, как самая успешная новая группа Германии, получили награду European Border Breakers. В России дебютный альбом Cinema Bizarre Final Attraction достиг статуса «золотого альбома».

## Дискография

### Альбомы
| Год  | Название                                                                                    | Позиции в чартах | Позиции в чартах | Позиции в чартах | Позиции в чартах | Позиции в чартах | Позиции в чартах | Позиции в чартах | Продажи                                      |
| Год  | Название                                                                                    | GER              | AUT              | SWI              | FRA              | IT               | EU               | US               | Продажи                                      |
| ---- | ------------------------------------------------------------------------------------------- | ---------------- | ---------------- | ---------------- | ---------------- | ---------------- | ---------------- | ---------------- | -------------------------------------------- |
| 2007 | Final Attraction - Дебютный альбом - Релиз: 12 октября 2007 - Лейбл: Island Records         | 9                | 28               | —                | 24               | 48               | —                | —                | - Продажи в России: Золото - Продано: 10 000 |
| 2009 | ToyZ - Второй студийный альбом - Релиз: 21 августа 2009 - Лейбл: Island Records             | —                | —                | —                | —                | —                | —                | —                |                                              |
| 2009 | BANG! - Дебютный альбом в Америке и Канаде - Релиз: 25 августа 2009 - Label: Island Records | —                | —                | —                | —                | —                | —                | —                |                                              |

### Синглы
| Год  | Название                   | Позиции в чартах | Позиции в чартах | Позиции в чартах | Позиции в чартах | Позиции в чартах | Позиции в чартах | Альбом           |
| Год  | Название                   | GER              | AUT              | SWI              | FRA              | EU               | USA              | Альбом           |
| ---- | -------------------------- | ---------------- | ---------------- | ---------------- | ---------------- | ---------------- | ---------------- | ---------------- |
| 2007 | «Lovesongs (They Kill Me)» | 9                | 32               | —                | 28               | —                | —                | Final Attraction |
| 2007 | «Escape to the Stars»      | 36               | 61               | —                | —                | —                | —                | Final Attraction |
| 2008 | «Forever or Never»         | 44               | 71               | —                | —                | —                | —                | Final Attraction |
| 2009 | «I Came 2 Party»           | 32               | 71               | —                | —                | —                | —                | ToyZ и BANG!     |
| 2009 | «My Obsession»             |                  |                  |                  |                  |                  |                  | ToyZ и BANG!     |

1. ↑  Релиз в США — летом 2009 года